# تولكونباي تورغونوف
تولكونباي تورغونوف (مواليد 6 فبراير 1977) هو ملاكم أوزباكستاني، مثّل بلاده في الألعاب الأولمبية الصيفية 2000.

## روابط خارجية
تولكونباي تورغونوف على موقع أوليمبيديا (الإنجليزية)